# 本尼迪克特鎮區 (阿肯色州福克納縣)
本尼迪克特鎮區（英語：Benedict Township）是位於美國阿肯色州福克納縣的一個行政鎮區。

## 地方資料
本尼迪克特鎮區的面積為83.68平方千米，當中陸地面積為78.94平方千米，而水域面積為4.74平方千米。根據2010年美國人口普查的數據，當地共有人口1114人，而人口密度為每平方千米13.31人。